# Élevage ovin en Nouvelle-Zélande
L'élevage ovin en Nouvelle-Zélande est une industrie importante. Selon les chiffres de 2007 rapportés par l'Organisation des Nations Unies pour l'alimentation et l'agriculture (FAO), il y a 39 millions de moutons dans le pays (soit 10 animaux pour 1 habitant). Le pays a la plus forte densité de moutons par unité de surface au monde. Pendant 130 ans, l'élevage ovin a été la plus importante industrie agricole du pays, mais il a été dépassé par l'élevage laitier en 1987. Le nombre de moutons a culminé en 1982 à 70 millions, puis est tombé autour de 27,6 millions. Il y a 16 000 fermes ovines et bovines dans le pays, ce qui fait du pays le plus grand exportateur mondial d'agneaux, avec 24 millions d'agneaux enregistrés chaque année.

## Histoire
Les moutons ont été introduits en Nouvelle-Zélande entre 1773 et 1777 par l'explorateur britannique James Cook. Samuel Marsden, un missionnaire, a introduit quelques troupeaux de moutons dans la baie des îles, mais aussi dans l'île Mana près de Wellington dans le but de nourrir les baleiniers. La période entre 1856 et 1987 est une période faste pour l'élevage de moutons, entraînant la prospérité économique du pays.

### 19esiècle
Johnny Jones est l'un des premiers colons de l'Otago. Lorsque le boom de la chasse à la baleine prend fin, il passe à l'agriculture en 1840. Il est le premier Pākehā à avoir installé un grand nombre d'immigrants sur la côte est de l'île du Sud. Il importe également des moutons parmi d'autres animaux. L'un des premiers à amener un nombre important de moutons à Canterbury fut John Deans (en) en 1843. À l'époque, les moutons sont achetés en Australie. Les efforts de John Cracroft Wilson (en) pour s'établir comme éleveur de moutons en 1854 démontrent les difficultés auxquelles étaient souvent confrontés les premiers colons et leurs troupeaux. Il a fait un voyage désastreux depuis Sydney lors duquel une grande partie de son bétail est mort et 1 200 moutons ont dû être abandonnés. Après avoir débarqué à Lyttelton, son troupeau est transféré dans la baie voisine de Gollans (la baie de Lyttelton Harbour sous Evans Pass ), où il perd d'autres animaux en raison d'un empoisonnement avec des tutu et des changements brusques des vents du sud.
Alors que John Acland (en) et Charles George Tripp (en), deux colons anglais, arrivent à Canterbury en 1855, quatre ans seulement après le début de la colonisation organisée de la région, toutes les bonnes terres sur les plaines de Canterbury sont déjà occupées . Ils sont les premiers à s'installer sur les terres du haut pays de Canterbury pour élever des moutons.

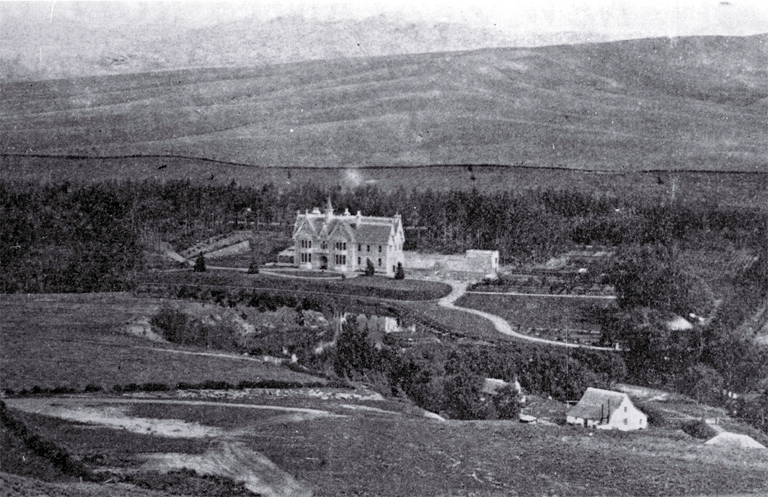
Le Glenmark mansion vers 1890, construit par George Henry Moore, qui servait à démontrer la richesse de son propriétaire.

George Henry Moore s’établit à North Canterbury. Sa Glenmark Station est pendant un certain temps le plus grand parc de moutons de Nouvelle-Zélande et sa fille créée l'attraction touristique Mona Vale à Christchurch avec son héritage. Sa biographie dit de lui :
Moore se distingue dans l'histoire pastorale de la Nouvelle-Zélande en tant qu'éleveur ayant très bien réussi en termes de richesse personnelle. Ses compétences, son jugement et son sens du timing étaient d'un niveau très élevé. Pourtant, sans un solide soutien financier des partenaires et de la banque, la réalisation de Glenmark aurait été impossible. Son achat en 1873 était une décision audacieuse, basée sur une hypothèque d'une taille exceptionnelle à l'Union Bank of Australia, qui a avancé 90 000 £ à Moore. Le lien entre la banque et la grande exploitation à Canterbury n'a jamais été aussi clairement démontré.

### Début du20esiècle
Les troupeaux néo-zélandais comptaient rarement moins de 400 têtes. La superficie totale des terres occupées était inférieure à 45 millions d'acres. Sur ce total, 5 millions d'acres abritaient de 1 à 8 moutons par acre pour l'année, tandis que plus de 9 millions d'acres se situaient en moyenne entre un demi et 2 moutons par acre. L'herbe était la principale culture. Avec une saison de croissance de 10 mois et des précipitations bien réparties, il était rentable de garder de l'herbe pour le bétail. Près de la moitié des terres occupées se trouvaient dans des exploitations de plus de 5 000 acres, principalement utilisées pour les moutons. Il y avait 90 exploitations de plus de 50 000 acres chacune tandis que 18 694 exploitations étaient de 50 à 200 acres. Le nombre de moutons est passé d'environ 19 millions en 1896 à 24 595 405 en 1914. La taille moyenne des troupeaux est passée de 1 081 en 1896 à 1 124 en 1913. Environ la moitié des moutons appartenaient à des troupeaux de moins de 2 500 têtes, tandis que le sept huitièmes d'entre eux appartenaient à des troupeaux de plus de 500 têtes chacun. Les moutons, les béliers et les brebis en âge de se reproduire représentaient environ la moitié des moutons.

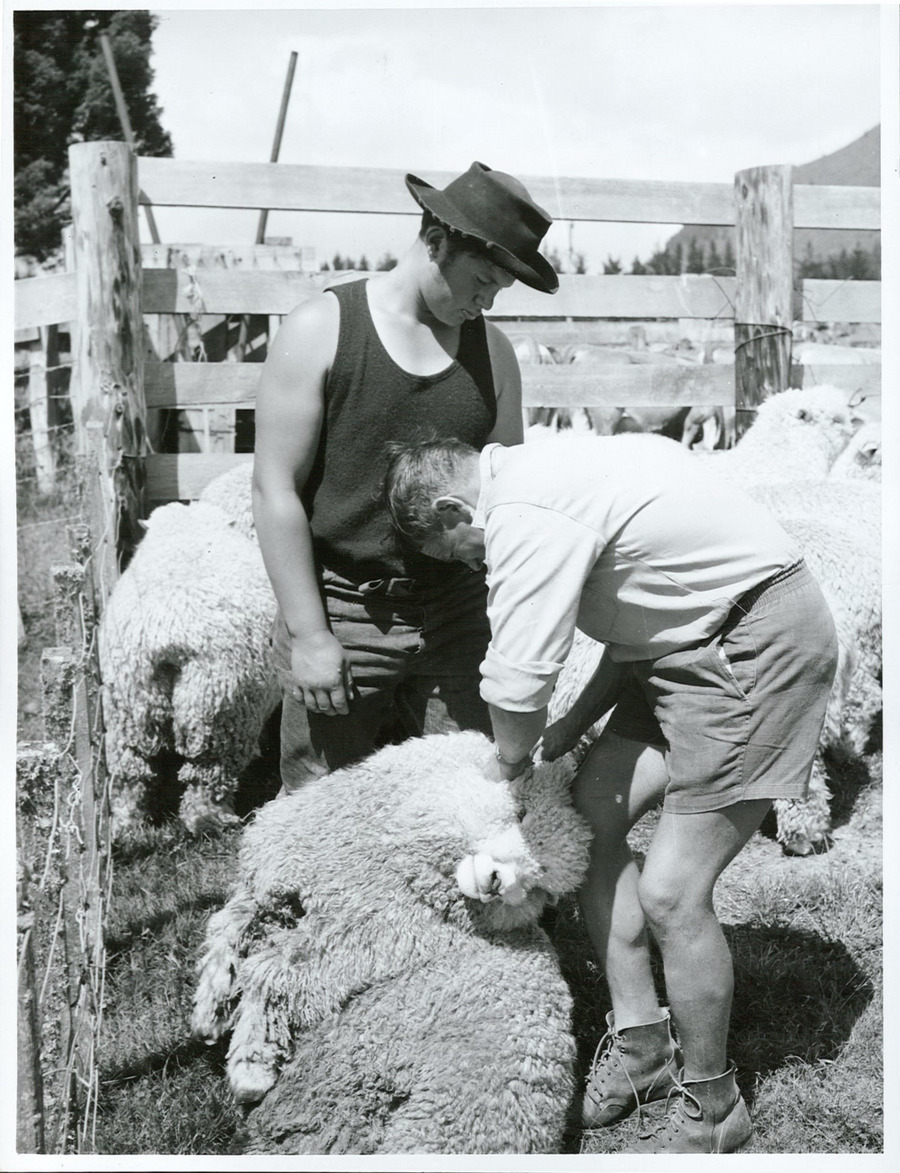
Marquage des moutons en 1966, Nouvelle-Zélande.

La race élevée avec le plus de succès au début du XIXe siècle est le mérinos, race d'origine espagnole. Il a été élevé sur l'île du Sud pendant de nombreuses années. La brebis mérinos a fourni la base d'un cheptel croisé. Au début du commerce de la viande dans la région de Canterbury, le bélier de la race anglaise Leicester est préféré pour la reproduction avec la brebis mérinos. Plus tard, la race Lincoln est utilisée pour des croisements avec le mérinos, et des béliers à face noire ont été croisés avec des brebis issues de ce croisement. Dans l'île du Nord, le mouton Romney s'adapte mieux au climat humide et devint le mouton le plus populaire ; il a également augmenté en nombre dans l'île du Sud. Le Lincoln et le Border-Leicester ont été favorisés dans les deux îles, tandis que le Southdown a remplacé d'autres races pour la production d'agneau gras dans toute la Nouvelle-Zélande. Les Leicesters, principalement la variété anglaise, étaient la race britannique la plus populaire dans l'île du Sud.
Le développement de l'élevage ovin en Nouvelle-Zélande dans la première moitié du 20e siècle entraîne une concurrence accrue pour les éleveurs de moutons du sud de la Patagonie qui luttaient contre une baisse des échanges en raison de l'ouverture du canal de Panama et des troubles sociaux croissants.

### Fin du20esiècle
Le cheptel ovin a atteint un pic de 70 millions en 1982, mais il y a rapidement eu un déclin marqué quand l'industrie laitière l'a éclipsé. En 1987, la population ovine n'était que d'environ 39 millions ; cette baisse est également attribuée au retrait des subventions gouvernementales à ce secteur. Malgré un déclin de la population ovine en Nouvelle-Zélande, les régions vallonnées du pays ont connu une prolifération de l'élevage ovin au cours des décennies qui ont suivi la fin des années 1960. Cette croissance est due à l'introduction de meilleures espèces pour la composition du pâturage, à l'utilisation de pesticides et au contrôle des mauvaises herbes, à la gestion réglementée et systématique des enclos des fermes et à l'introduction de meilleures races de moutons, résistantes aux maladies. Une large mosaïque de conditions climatiques et pédologiques variables, et la grande étendue des exploitations agricoles ont entraîné le développement d'un large éventail d'industries.

### Statistiques
En 2007, la Nouvelle-Zélande comptait environ 39 millions de moutons, soit près de 10 moutons par habitant dans le pays (la population en 2006 était de 4 027 947 ). Le pays est alors classé sixième parmi les pays ayant la plus importante population de moutons d'élevage au monde. En juin 2015, le nombre de moutons s'élevait à 29,1 millions. Un an plus tard, le nombre avait chuté de 1,5 million à 27,6 millions.

## Races
L'Association des éleveurs de moutons de Nouvelle-Zélande est responsable de la gestion de l'élevage des moutons dans le pays ainsi que de l'élevage des reproducteurs dans l'industrie ovine. Il garantit la pureté des races créées, avec un bon pedigree et un record de performance notable. Les races développées signalées par les associations sont : Border Leicester, Borderdale, Corriedale, Dorper, Dorset Down, mouton de Frise orientale, Leicester anglaise, Finnoise, Hampshire, Lincoln, Oxford, Poll Dorset et Dorset Horn, Polwarth, Ryeland, Shropshire, South Suffolk, Suffolk et Texel. La variété d'élevage comprenait le Corriedale, une race issue de croisement entre le mérinos et des races anglaises ; le Romney néo-zélandais qui représente près de 66 % de tous les moutons du pays, élevée pour sa laine qui convient à la fabrication de tapis ; le Perendale qui s'adapte à tous les types de temps et fournit une bonne viande et de la laine ; et le Coopworth qui, dans une terre agricole bien entretenue, a une bonne valeur en viande et en laine. Un événement annuel lors de la New Zealand Ewe Hogget Competition est lancé par George Fletcher pour encourager et valoriser l'élevage de moutons de qualité. L'événement a eu lieu en mai 2013 et plusieurs prix ont été décernés.

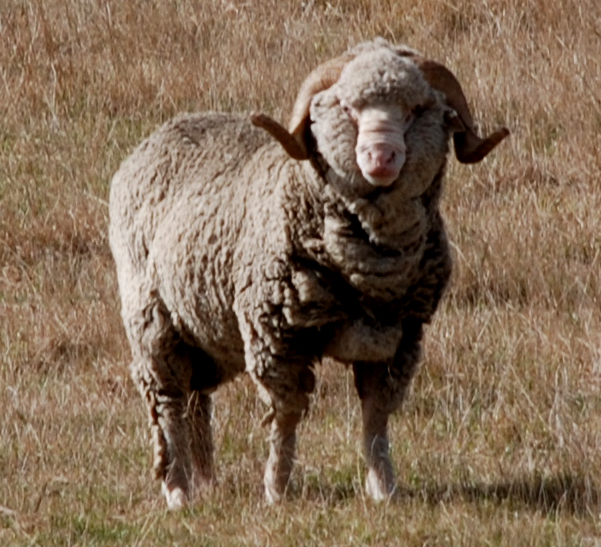
Mérinos de Nouvelle-Zélande
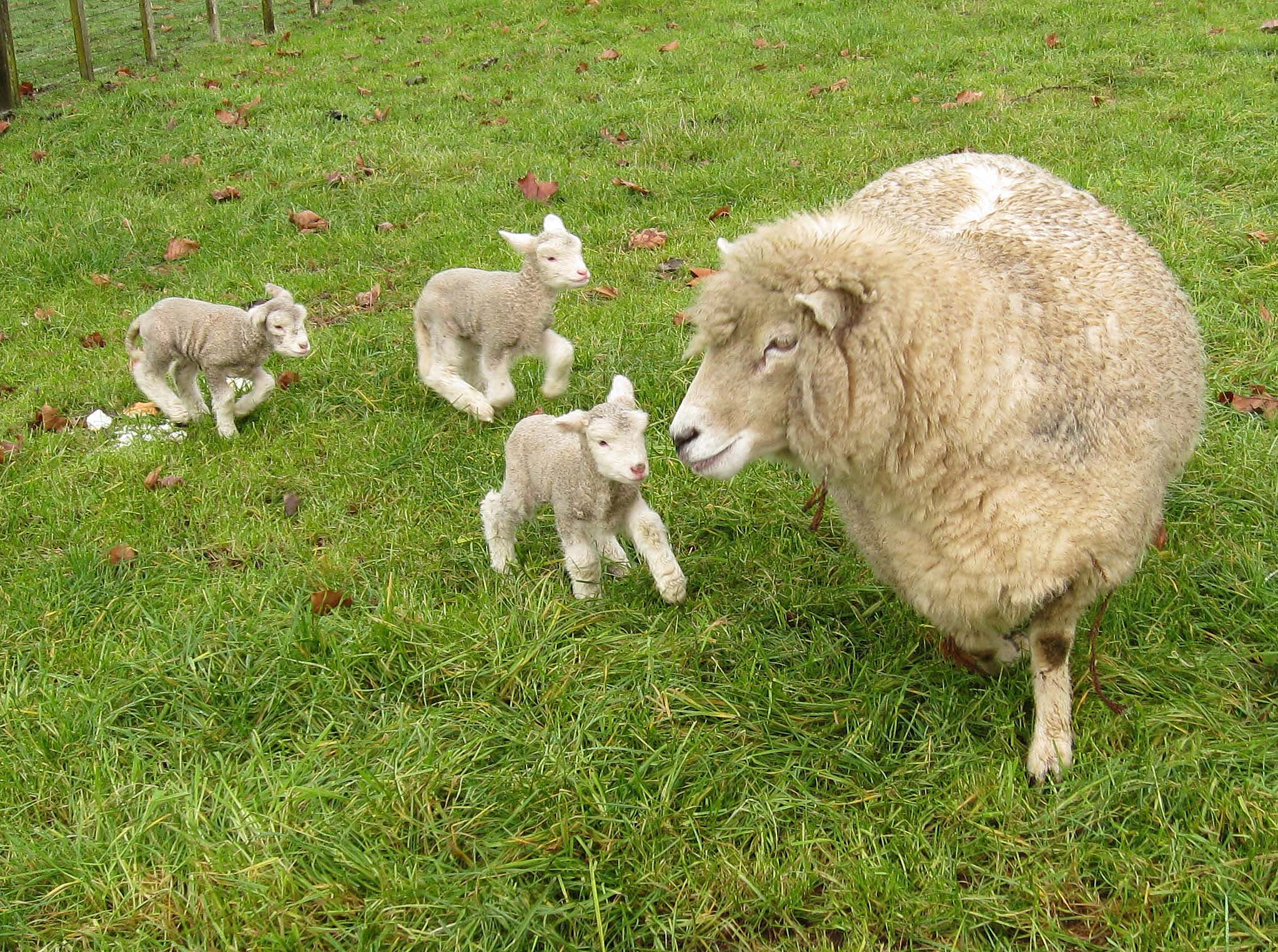
Brebis Romney et ses jeunes.
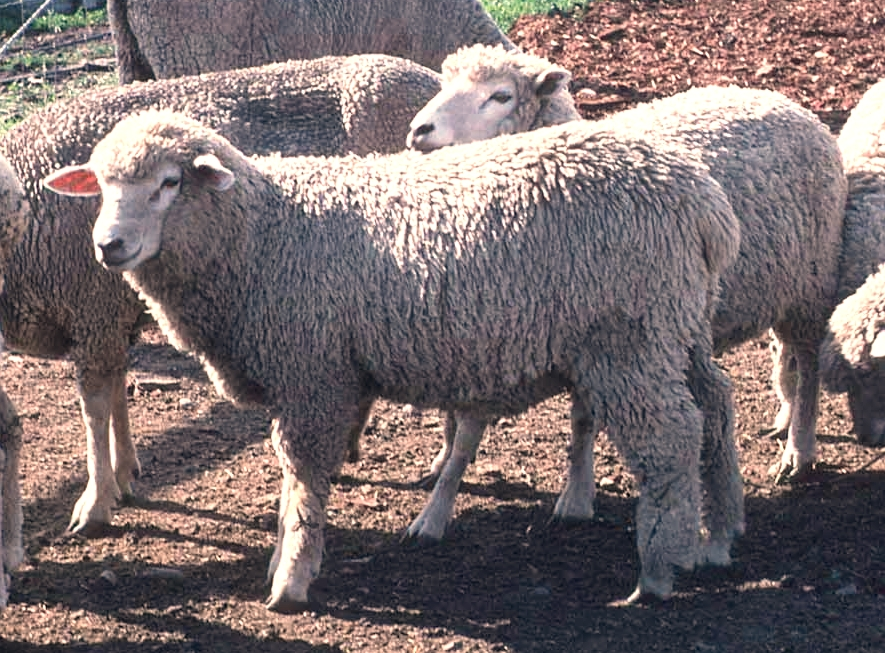
Corriedale.

## Développement agricole
Dans les premières années, les grandes fermes qui ont vu le jour étaient destinées aux moutons amenés d'Australie à Wairarapa, aux fermes des plaines de Canterbury, à la ferme d'Otago, et aux terres louées au peuple Maori. Au cours des années suivantes, des terres du gouvernement sont louées dans la partie orientale de l'île du Sud, une zone sèche jugée appropriée pour établir de grandes fermes pour les mérinos afin d'augmenter la production de laine. Dans le nord de l'île, les élevages de moutons sur les terres appartenant aux Maoris avaient une trajectoire de croissance beaucoup plus faible car la couverture végétale composée de buissons et les conditions météorologiques humides n'étaient pas propices aux mérinos.

## Commerce
Le premier commerce de viande de mouton a lieu avec la Grande-Bretagne lorsque de la viande congelée est exportée en 1882. Par la suite, avec la forte expansion des élevages de moutons, ce commerce d'exportation a considérablement soutenu l'économie du pays. Le principal produit d'exportation agricole de la Nouvelle-Zélande est la laine à la fin du XIXe siècle. Même à la fin des années 60, elle représente plus d'un tiers de toutes les recettes d'exportation. Mais comme son prix a régulièrement baissé par rapport à d'autres produits , la laine n'est plus rentable pour de nombreux éleveurs.

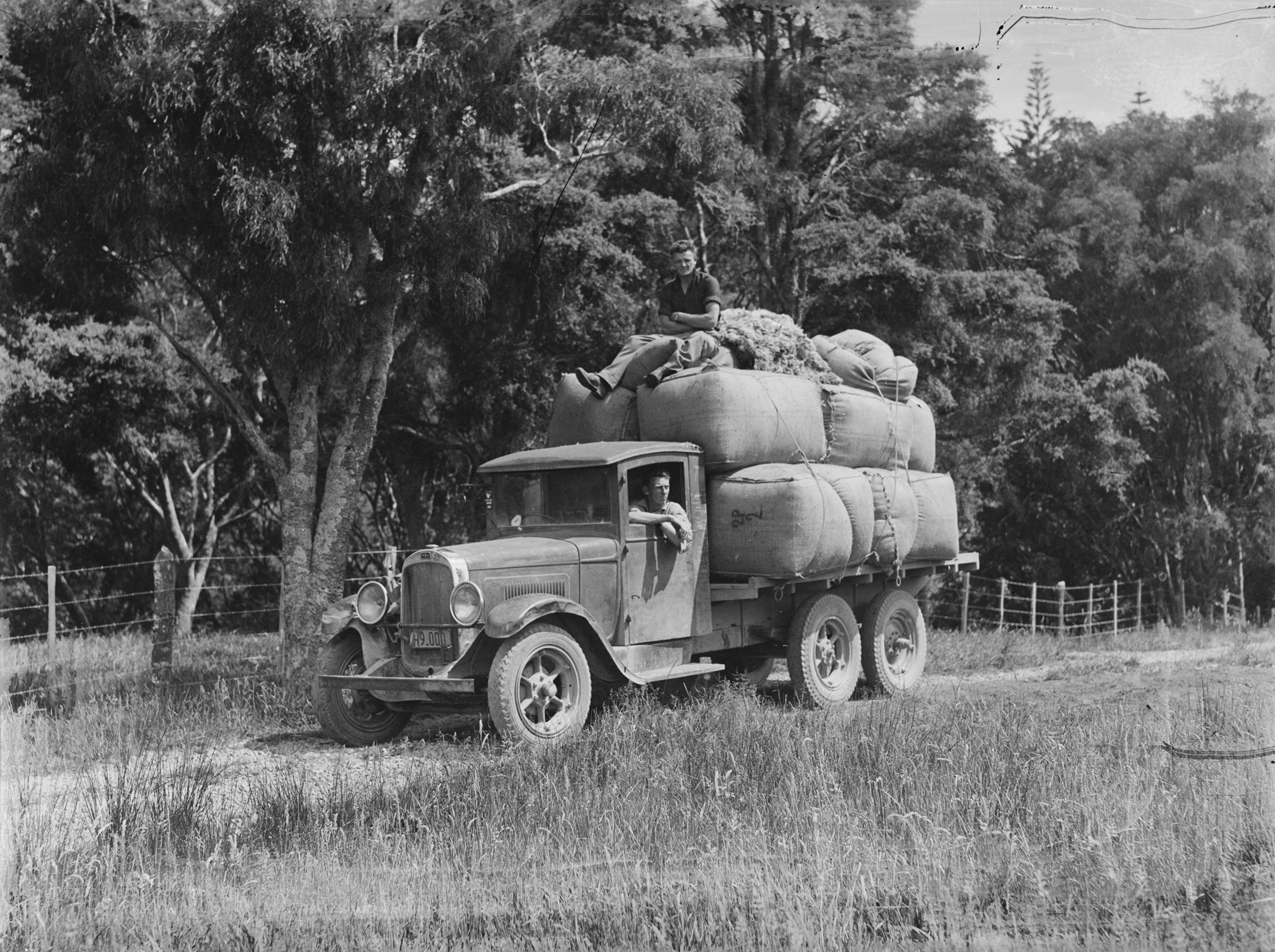
Transport de la production de laine, milieu du 20e siècle.
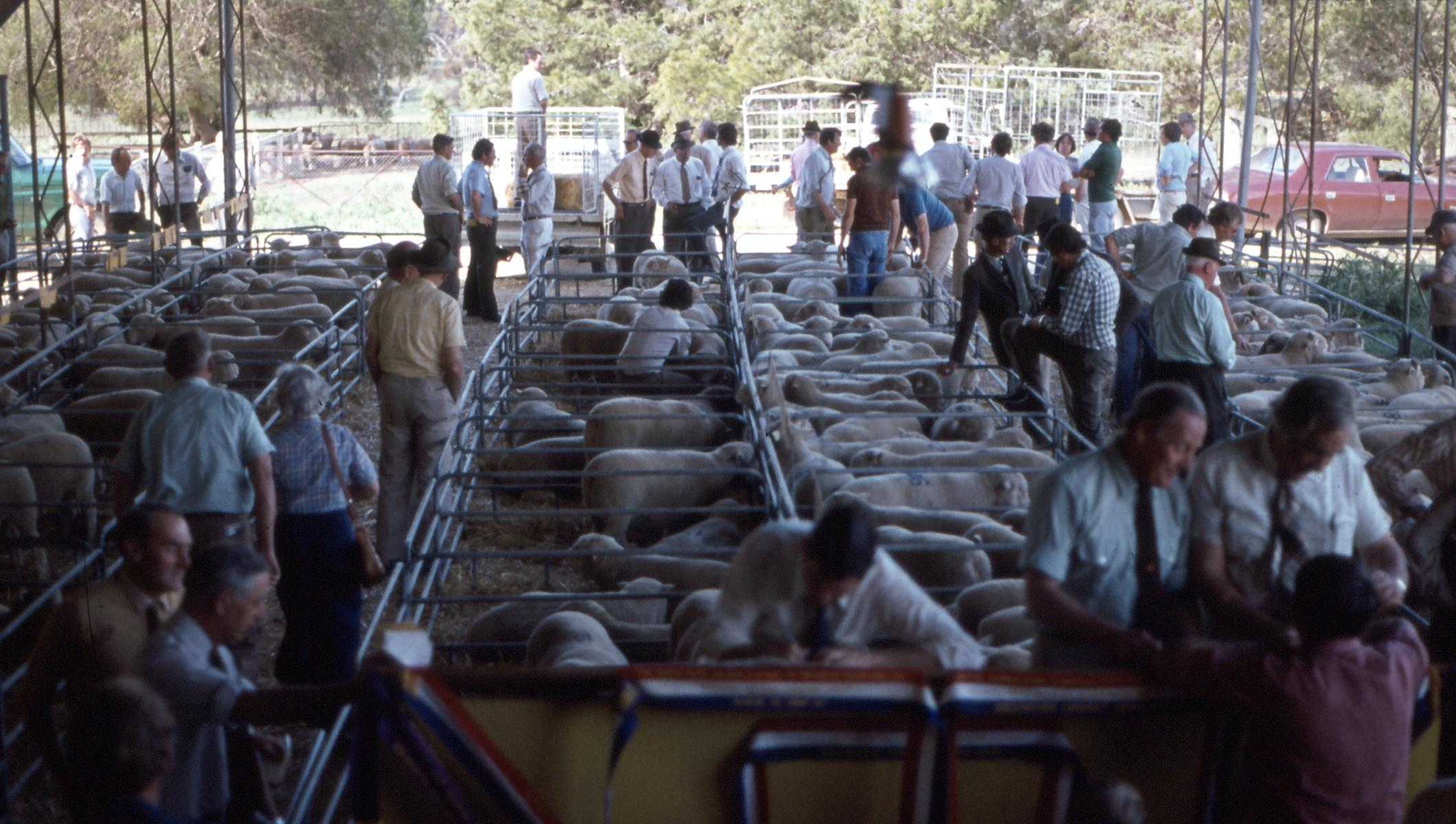
Vente de Poll Dorset, dans le Canterbury en 2006.